# アイドルマスター Radio For You!
『アイドルマスター Radio For You!』（アイドルマスター ラジオ フォー ユー）は、ゲーム『THE IDOLM@STER LIVE FOR YOU!』に関連したインターネットラジオ番組。先に終了した『ラジオdeアイマSHOW!』の後番組として、2007年11月28日より、毎週水曜日にアニメイトTVにて配信された。略称はR4U。後番組として、『P.S.プロデューサー』が配信されている。

## 概要
- 放送開始に先立ち、2007年11月15日に予告編が、11月22日には第0回が配信された。この第0回の中で、コーナーの呼称をライブに合わせて「ナンバー（英語: number、即ち曲目の意。）」とすることと、各ナンバーの内容の紹介、さらに、いわゆる「天の声」の担当が『ラジオdeアイマSHOW!』での社長（声：徳丸完）から音無小鳥（声：滝田樹里）に交替することが発表された。
- この番組内では、『ラジオdeアイマSHOW!』とは異なり、リスナーのことを普通にリスナーと呼んでいるが、番組冒頭の音無小鳥によるナレーションやホームページ上でのリスナーへの呼びかけでは、「特別プロデューサー」の名称が使われている。

## パーソナリティ
パーソナリティは『ラジオdeアイマSHOW!』第2、3期より引き続き、中村繪里子（天海春香 役）、今井麻美（如月千早 役）、仁後真耶子（高槻やよい 役）の3人。

### you-i
you-i（ユーイ）とは、パーソナリティの中村、今井、仁後の3人によるユニット。前番組のユニット「Engage!」と同一のメンバーだが、番組が変わったのを期に新たに編成し直すということで、再びユニット名をリスナーから募集し、第5回の放送でyou-iというユニット名に決定した。デビュー曲は「FO(U)R」。
このユニット名には、以下のような意味が込められている。
- 英語のYou（あなた）とI（私）
- 漢字の「結」。

## コーナー
なお、この番組内では、コーナーのことを「ナンバー」と称している。
イントロワード
番組冒頭のドラマ。
ファンレター for アイドル
いわゆるふつおたのコーナー。
Live For Youはこうならない!
『アイドルマスター Live For You!』の内容を想像するコーナー。Live For You!が実際に発売となったため、第13回に「Live For Youはこうならない! 納め」を行い終了した。その後、第15回に「Live For Youはこうなった!」というコーナー名でプレイした感想を紹介した。
こんな○○はイヤだ!というナンバーがイヤだ!
アイドルマスターがこうだったらイヤだ、という内容を募集するコーナー。
癒して For Me
この言葉を言われたら癒される、という言葉を読んでもらうコーナー。なお、読む人も指定できる。
ファンクラブ For Us
アイドルマスターのキャラクターに対する架空のファンクラブのアイディアを募集するコーナー。
シンキング of New Number!
「Live For Youはこうならない!」が終了となったため、その代わりのコーナー案を募集するコーナー。
ゲーム of you-i
you-iの3人がリアルダウンロードコンテンツをゲットするべく、色々なゲームにチャレンジするコーナー。最終回までに獲得したリアルダウンロードコンテンツは次のとおり（括弧内は放送回）。セーラー服（第19回）、バタフライマスク（第21回）、メイドさんのカチューシャ（第24回）、女医さんの白衣＆聴診器（第26回）、魔法のステッキ（第27回）、天使の羽根（第29回）、ガンマンセット～カウボーイハット＆光線銃～（第31回）、ルーズソックス（第33回）、オレンジの長靴（第35回）、幼稚園の制服（第37回）、幼稚園の帽子＆かばん（第38回）。
ダウンロードコンテンツはこうならない！
「Live For You!はこうならない！」の後継コーナーで、実際にはありえないようなダウンロードコンテンツを妄想するコーナー。
アイ Math 方程式
数学記号を使って、アイマスのキャラクターやその声優を表現するコーナー。
ミーティング For Live
公開録音（ライブ）を行うことを前提に、その際のアイデア（内容、衣装など）を募集するコーナー。

## 放送リスト
| 放送回 | 配信日     | サブタイトル                                                  | ゲスト     |
| ------ | ---------- | ------------------------------------------------------------- | ---------- |
|        | 2007/11/15 | 予告編                                                        |            |
| 第0回  | 2007/11/22 | プロローグ〜Prologue For You!〜                               |            |
| 第1回  | 2007/11/28 | はじまり〜Start For You!〜                                    |            |
| 第2回  | 2007/12/5  | 大いなる空へ〜Fly For Me!〜                                   |            |
| 第3回  | 2007/12/12 | 新たな心意気で〜Fresh For You!〜                              |            |
| 第4回  | 2007/12/19 | 聖夜のライブへようこそ！〜Christmas For You!〜                |            |
| 第5回  | 2007/12/26 | 年末アイドル歌合戦開催？〜Leaving For You!〜                  |            |
| 第6回  | 2008/1/9   | あなたと、私と〜New Year For You!〜                           |            |
| 第7回  | 2008/1/16  | 目指すは海外進出？〜Global For Us!〜                          |            |
| 第8回  | 2008/1/23  | 公開ライブに向けて〜Meeting For Us!〜                         |            |
| 第9回  | 2008/1/30  | ファンあっての私たち〜Assisting For Us!〜                     |            |
| 第10回 | 2008/2/6   | エリンピック再び!?〜Players For You!〜                        |            |
| 第11回 | 2008/2/13  | とろける愛を、あなたに〜Valentine For You!〜                  |            |
| 第12回 | 2008/2/20  | お楽しみまであと少し〜Waiting For Me!〜                       |            |
| 第13回 | 2008/2/27  | ライブの準備、できていますか？〜Standby For Us!〜             |            |
| 第14回 | 2008/3/5   | 公開録音ですよ、公開録音！〜Showtime For You!〜               |            |
| 第15回 | 2008/3/12  | 皆さん、楽しんでいますか？〜Enjoyment For You!〜              |            |
| 第16回 | 2008/3/19  | 桜、咲かせましょう〜Develop For You!〜                        |            |
| 第17回 | 2008/3/26  | 息を合わせていきましょう！〜Matching For Us!〜                |            |
| 第18回 | 2008/4/2   | 春の音色を感じて〜Spring For You!〜                           |            |
| 第19回 | 2008/4/9   | リズムに合わせて遊びましょう〜Gamers For Us!〜                |            |
| 第20回 | 2008/4/16  | 理想のアイテムを考えましょう〜Download For Me!〜              |            |
| 第21回 | 2008/4/23  | 765プロの方程式〜Calculate For You!〜                         |            |
| 第22回 | 2008/4/30  | 嫌よ嫌よも好きのうち!?〜Dislike For Me!〜                     |            |
| 第23回 | 2008/5/7   | 誰もが楽しめるために〜Working For You!〜                      |            |
| 第24回 | 2008/5/14  | 二者択一のプレゼント争奪戦〜Surprise For You!〜               |            |
| 第25回 | 2008/5/21  | 目指せダルデレ？〜Idle For Idol!?〜                           |            |
| 第26回 | 2008/5/28  | ミンゴスの主張〜Insists For You!〜                            |            |
| 第27回 | 2008/6/4   | ミニウェディングの季節〜Wedding For You!〜                    |            |
| 第28回 | 2008/6/11  | 妄想が生んだ奇跡!?〜Delusion For Me!〜                        |            |
| 第29回 | 2008/6/18  | えりりん専用の持ち歌〜Remix For Us!〜                         |            |
| 第30回 | 2008/6/25  | ステージ衣装の活用法〜Wearing For Me!〜                       |            |
| 第31回 | 2008/7/2   | 星空にロマンチックなお願いを〜Romantic For You!〜             |            |
| 第32回 | 2008/7/9   | 笑いは世界を救う!?〜Laughingly For Us!〜                      |            |
| 第33回 | 2008/7/16  | 色とりどりのアイドルソング〜Colorful For You!〜               |            |
| 第34回 | 2008/7/23  | ライブの前に癒されて〜Healing For Me!〜                       |            |
| 第35回 | 2008/7/30  | もう次へのステージは始まっていますよ！〜Restarting For You!〜 |            |
| 第36回 | 2008/8/6   | マスコットの皆さん、出番ですよ！〜Appeal For Mascot!〜        |            |
| 第37回 | 2008/8/13  | ライブの思い出、語りましょう〜Remember For Live〜             |            |
| 第38回 | 2008/8/20  | みんなでイベントを作りましょう〜Making For Us!〜              |            |
| 第39回 | 2008/8/27  | みんなで作ろう公開録音〜Intention For Us!〜                   |            |
| 第40回 | 2008/9/3   | 記録より記憶に残るライブを〜Memories For You!〜               |            |
| 第41回 | 2008/9/10  | 初心に返ってもいいんじゃない？〜Collaboration For You!〜      |            |
| 第42回 | 2008/9/17  | 解散ライブに向けて最後のミーティング!?〜Decide For Us!〜      |            |
| 第43回 | 2008/9/24  | ラストライブは…ドームですよ、ドーム！〜Good-bye For You!〜    | 長谷川明子 |

- サブタイトルは、アニメイトTV配信時に付けられたもの。

## ゲスト
- 長谷川明子（星井美希 役：第43回）
  - 最終回である第43回に出演し、後番組で中村繪里子と共にパーソナリティを務めることを発表した。

## マスコットキャラクター
前番組『ラジオdeアイマSHOW!』と同様に、今番組でもマスコットキャラクターがパーソナリティの3人の手によって作られた。その考案の模様は『DJCD アイドルマスター Radio For You! Vol.1』に収録されている。また、『DJCD EXTRA アイドルマスター Radio For You! KOTORIMIX』には合体ステッカーとして付属している。なお、このマスコット達はテレビアニメ『アイドルマスター』第7話に揃ってゲスト出演し、スタッフロールのキャストクレジットにはyou-iの名義が記載された。
ブンタ
中村繪里子によるキャラクター。
アシゲ
今井麻美によるキャラクター。
モニョ
仁後真耶子によるキャラクター。

## CD
DJCD アイドルマスター Radio For You! Vol.0
2008年1月17日、アニメイト限定発売。下田麻美（双海亜美・真美 役）をゲストに招いて新規録音した番組を収録。2007年12月29日から31日に開催されたコミックマーケット73の、フロンティアワークスブースにて先行販売された。
DJCD アイドルマスター Radio For You! Vol.1
2008年4月23日発売。新規録り下ろし番組に加え、「FO(U)R」「アナタのヒトコト」「SHINING STAR★彡」を収録。オリコンチャート週間101位。
DJCD SP アイドルマスター Radio For You! 結納〜you-i know〜
2008年4月23日発売。同年2月23日に行われた公開録音イベントの模様を収録。オリコンチャート週間166位。
DJCD EXTRA アイドルマスター Radio For You! KOTORIMIX
2008年8月15日から17日に開催されたコミックマーケット74の、フロンティアワークスブースにて先行販売された。滝田樹里（音無小鳥 役）をゲストに招いて新規録音した番組を収録。番組マスコット合体ステッカー封入。オリコンチャート週間185位。
DJCD アイドルマスター Radio For You! Vol.2
2008年9月25日発売。新規録り下ろし番組に加え、「FO(U)R」と「アナタのヒトコト」のソロバージョンを収録。オリコンチャート週間133位。
DJCD SP アイドルマスター Radio For You! Radio For 結〜you-i〜
2008年10月24日発売。同年9月28日に行われた公開録音イベントの模様を収録。昼・夜の部の2枚組。ボーナストラックには番組で使われた音無小鳥の声がボイスコレクションとして収録されている。オリコンチャート週間123位。

## 公開録音
「結納〜you-i know〜」
2008年2月23日、吉祥寺前進座劇場にて開催された。ゲストは平田宏美（菊地真 役）、若林直美（秋月律子 役）、さらに坂上プロデューサーも登場した。
「Radio For 結（you-i）」
2008年9月28日、吉祥寺前進座劇場にて昼と夕方の2部構成で開催された。昼公演は前回と同じく坂上プロデューサーが、夕方公演には石原ディレクターがそれぞれ登場した。パーソナリティの3人は番組で獲得したリアルダウンロードコンテンツを実際に身に着けて披露した。